# Oxyrhachis grandis
Oxyrhachis grandis är en insektsart som beskrevs av Capener 1962. Oxyrhachis grandis ingår i släktet Oxyrhachis och familjen hornstritar. Inga underarter finns listade i Catalogue of Life.